# Géza I. Ogrski
Géza I. (madžarsko I. Géza), ogrski kralj (1074-1077), * ca. 1044, † 1077. pripadnik dinastije Árpádovcev.

## Življenje
Géza je bil sin ogrskega kralja  Béle I. Mati je bila po imenu neznana poljska princesa, ki je bila sestra poljskega kralja Kazimirja I. Zaradi bojev za ogrski prestol je oče skupaj z Gézinima stricema Leventejem in Andrejem okrog leta 1037 zbežal na Češko in od tam na Poljsko, kjer jih je sprejel kralj Mieszko II. Verjetno se je na Poljskem rodil tudi Géza. Očetu Béli so se med drugimi rodili še sinovi Ladislav in Lampret. Ena od Bélinih hčera je bila Helena Lepa, ki je postala žena hrvaškega kralja Dimitrija Zvonimirja.
Družina se je kmalu vrnila na Ogrsko, saj so leta 1046 ogrski velikaši očeta in oba strica poklicali nazaj na Ogrsko, kjer je bil Bélin brat Andrej izbran za ogrskega kralja. Andrej je prvotno za naslednika izbral Gézinega očeta Bélo in v ta namen Bélo imenoval za vojvodo, v njegovo vojvodino pa je vključil sever in vzhod Ogrske, kar je pomenilo tretjino ogrskega kraljestva (Tercia pars Regni). Ko se je Andreju rodil sin Salomon, so se odnosi med Andrejem in Bélo poslabšali. Béla se je pred bratom pravočasno umaknil na Poljsko. Tam je oče našel zaveznika v poljskem vladarju Boleslavu II. (1058-1079), tako da se je Béla leta 1060 na Ogrsko vrnil z močno poljsko podporo in porazil Andreja. Princa je podprla večina ogrskih velikašev.
Gézin oče je tega leta postal novi ogrski kralj, toda njegovo vladanje je bilo kratkega veka. Andrejeva vdova in Andrejev sin Salomon sta namreč našla zatočišče na Henrikovem nemškem cesarskem dvoru, cesar pa je preko svojega varovanca Salomona skušal imeti vpliv na izbiro ogrskega vladarja. Leta 1063 se je cesar odločil za vojaški spopad z ogrskim vladarjem, toda Béla se je še pred spopadom smrtno ponesrečil na svojem dvoru, tako da do ključnega spopada sploh ni prišlo, čeprav so nemške sile že vdrle v državo.
Géza in njegovi bratje so sedaj ponovno bežali v tujino. Novi kralj Salomon je v spremstvu nemških enot prispel v Székesfehérvár, kjer se je dal kronati. Toda po umiku nemškega vladarja so se Géza in njegova brata na Ogrsko vrnili v spremstvu poljskih čet. Ogrsko plemstvo je uvidelo, da bi novi notranji boji oslabili državo in so zato kralja Salamona in tri Béline sinove prepričali v pomiritev.  Kasneje je tudi Géza postal ogrski kralj, a je umrl že nekaj let po kronanju.
Géza se je okrog leta 1070  poročil s Sofijo Looško, ki je izhajala iz družine Giselberta Looškega. Leta 1074 se je poročil v drugo, to pot z bizantinsko princeso Synadene (grško Συναδηνή; madžarsko Szünadéné), sestro kasnejšega bizantinskega cesarja Nikeforja III. (1078-1081). Géza je imel ob smrti dva mladoletna sinova, Kolomana in  Álmoša, zato je brez nemirov prestol zasedel brat Ladislav.

## Dosežki

### VojvodaTercia pars Regni
Gézina politična kariera se je pričela po tem, ko se je z bratoma Ladislavom in Lampretom po kronanju njegovega bratranca Salomona s poljsko podporo vrnil na Ogrsko. Ogrsko plemstvo je doseglo pomiritev- tako je bil 20. julija 1064 sklenjen dogovor, da Salomonu pripada vloga ogrskega kralja, Géza pa postane Nitranski vojvoda. Nitranska vojvodina je obsegala  nad tretjino ogrskega kraljestva (zato se je imenovala tudi Tercia pars regni) na severu in vzhodu, kjer je vladal skupaj z bratoma.  Pomiritev odnosov z vladarjem je vodila v zunanjepolitične uspehe kraljestva. Na jugu so se Madžari uspešno vpletali v boj za vpliv nad področjem stare Slavonije, ki se je raztezala od Drave do Gvozda, in za vpliv nad področjem stare Hrvaške južno od Gvozda. V tem času je bil kasnejši hrvaški kralj Dimitrij Zvonimir slavonski ban. Ta je bil sorodstveno povezan z Árpádovci, saj je bila njegova žena Helena Lepa hči Béle I.,  s tem pa Salomonova sestrična in sestra Géze, Ladislava in Lampreta. V tem času so Korošci/Karantanci za kratek čas uspeli razširiti svojo oblast nad del bizantinske Dalmacije, ki je obsegal istransko, Meranijo, kvarnerske otoke in Hrvaško primorje. Po smrti Ulrika Weimar-Orlamundeja leta 1070 je Zvonimirju prav s pomočjo Ogrske uspelo Karantancem oz. Korošcem iztrgati njihove pridobitve in svojo oblast razširiti na Hrvaško primorje in na otoke Krk, Rab in Osor. Vloga Dimitrija Zvonimirja se je okrepila tudi na hrvaškem dvoru, saj je bil od leta 1070 sovladar Petra Krešimira IV. Ti dogodki so predstavljali politično osnovo, da so si vladarji iz dinastije Árpádovcev že kmalu pridobili trdno oblast nad Slavonijo, nato pa tudi hrvaško krono. Madžari so bili uspešni tudi na vzhodu, kjer so leta 1068 kralj in trije princi premagali Pečenege, leta 1071 pa so s skupnimi močmi osvojili pomembno bizantinsko trdnjavo, ki so jo Madžari imenovali Nándorfehérvár (današnji Beograd).

### Spor z ogrskim kraljem Salomonom
Toda odnos med kraljem in tremi princi se je kmalu po zmagah skrhal. Pod vprašanjem se je znašla celo njihova vojvodska oblast, ki si jo je hotel župan Vid, kraljevi svetovalec, pridobiti zase. Od leta 1072 so bile razmere na Ogrskem že v znamenju spopadov, leta 1074 pa je na Ogrskem prišlo do prave državljanske vojne, v kateri je Salomon sprva še uspel premagati vojsko princa Géze, vendar so v naslednjem večjem in odločilnem boju združene čete Géze in Ladislava premagale kraljevo vojsko. Salomon je s krono in zakladnico zbežal v Avstrijo (ki je tedaj obsegala le ozemlje današnje Zgornje in Spodnje Avstrije).

### Géza kot ogrski kralj
Ko si je Géza pridobil prestol, krone ni imel (saj je bila pri Salomonu), pa tudi papež mu ni hotel priznati oblasti.  Géza je zavladal v času, ko je bilo krščanstvo že razdeljeno na pravoslavno in katolištvo, obenem pa se je med svetorimskimi cesarji in papeži začel investiturni boj. Géza je upravičeno upal, da mu bo zaradi spora s svetorimskim cesarjem Henrikom IV. papež Gregor VII. poslal krono. Toda papež, ki si je želel vzpostaviti vrhovno krščansko oblast, je ogrskemu vladarju ponudil krono pod pogojem, da postane papežev vazal. Géza je papeževo ponudbo zavrnil. Raje je sprejel krono, ki jo je na Ogrsko poslal njegov tast, bizantinski vladar Mihael Dukas. Papež Gregor VII. je za zakonitega vladarja še naprej priznaval Salomona.  Iz časov precej kratkotrajne vladavine je sicer znano, da je Géza s sejemsko reformo sejemski dan prestavil iz nedelje na soboto, s tem pa prizadel  Jude, ker jim je onemogočil trgovanje. V času, ko je bil Géza kralj, je Nitranski vojvodini vladal njegov brat Ladislav.